# Sweetheart (filme)
Sweetheart (Brasil: O Mistério da Ilha ) é um filme de terror e suspense estadunidense de 2019 dirigido por Justin Dillard, e estrelado por Kiersey Clemons, Emory Cohen, Hanna Mangan-Lawrence e Andrew Crawford.
Teve sua estreia mundial no Festival de Cinema de Sundance em 28 de janeiro de 2019. Foi lançado em 22 de outubro de 2019 pela Universal Pictures.

## Elenco
- Kiersey Clemons como Jennifer "Jenn" Remming
- Emory Cohen como Lucas Griffin
- Hanna Mangan-Lawrence como Mia Reed
- Andrew Crawford como a criatura
- Benedict Samuel como Brad

## Recepção
No Rotten Tomatoes, o filme tem 95% de aprovação com base em 39 críticas, com média de 7,20/10. O consenso dos críticos do site diz: "Carregado pela performance de Kiersey Clemons, Sweetheart equilibra subtexto inteligente e comentário social com emoções eficazes do gênero".